# Either/Or
Az Either/Or Elliott Smith amerikai énekes, dalszövegíró és zenész harmadik nagylemeze, amely 1997. február 25-én jelent meg. A cím Søren Aabye Kierkegaard azonos című könyvéből ered, felfedve ezzel Smith érdeklődését a filozófia iránt. Smith a Hampshire College-on filozófiát is tanult.
A Pitchfork Media először a 46., majd az 59. helyre rakta a 90-es évek 100 legjobb albumát felvonultató listáján. A Spin magazin az elmúlt 25 év 48. legjobb albumának nevezte. Az 1997-es "Pazz and Jop" felmérés szerint az év 20. legjobb albuma. A Blender minden idők 36. legjobb indie albumának nevezte. Szerepel az 1001 lemez, amit hallanod kell, mielőtt meghalsz című könyvben.

## Az album dalai
|     | Cím                   | Szerző(k)     | Hossz |
| --- | --------------------- | ------------- | ----- |
| 1.  | Speed Trials          | Elliott Smith | 3:01  |
| 2.  | Alameda               | Smith         | 3:43  |
| 3.  | Ballad of Big Nothing | Smith         | 2:48  |
| 4.  | Between the Bars      | Smith         | 2:21  |
| 5.  | Pictures of Me        | Smith         | 3:46  |
| 6.  | No Name No. 5         | Smith         | 3:43  |
| 7.  | Rose Parade           | Smith         | 3:28  |
| 8.  | Punch and July        | Smith         | 2:25  |
| 9.  | Angeles               | Smith         | 2:56  |
| 10. | Cupid's Trick         | Smith         | 3:04  |
| 11. | 2:45 AM               | Smith         | 3:18  |
| 12. | Say Yes               | Smith         | 2:19  |

## Közreműködtek
- Elliott Smith – akusztikus és elektromos gitár, ének, zongora, keverés
- Joanna Bolme – keverés, fényképek
- Larry Crane – hangmérnök
- Neil Gust – művészi munka, design
- Debbie Pastor – borítókép, fényképek
- Tom Rothrock – keverés
- Rob Schnapf – keverés

## Fordítás
Ez a szócikk részben vagy egészben az Either/Or (album) című angol Wikipédia-szócikk ezen változatának fordításán alapul.  Az eredeti cikk szerkesztőit annak laptörténete sorolja fel. Ez a jelzés csupán a megfogalmazás eredetét és a szerzői jogokat jelzi, nem szolgál a cikkben szereplő információk forrásmegjelöléseként.